# Río San Pablo (Río Babahoyo)
Der Río San Pablo (abschnittsweise auch Río San Antonio und Río Las Juntas) ist der etwa 100 km lange linke Quellfluss des Río Babahoyo im Westen von Ecuador in den Provinzen Guayas und Los Ríos.

## Flusslauf
Der Río San Pablo entspringt 5 km nördlich von Cumandá am Fuße der Cordillera Occidental. Im Oberlauf heißt der Fluss Río San Antonio. Er fließt entlang der Westflanke des Gebirges, anfangs knapp 50 km in nordnordwestlicher Richtung. Im Mittellauf trägt der Fluss die Bezeichnung Río Las Juntas. Der Fluss wendet sich später nach Nordwesten und mäandert durch das ecuadorianische Küstentiefland. Er erreicht schließlich die Stadt Babahoyo. Dort vereinigt er sich mit dem aus Norden kommenden Río Catarama zum Río Babahoyo.

## Hydrologie
Das Einzugsgebiet des Río San Pablo umfasst etwa 1800 km². Der Fluss entwässert die Westflanke der Cordillera Occidental auf einer Länge von 60 km.